# Iwan Taranow
Iwan Taranow [ivaˈn tɐˈranɐv], auch Ivan Taranov (russisch Ива́н Тара́нов; * 30. Oktober 1994 in Toljatti) ist ein russischer Automobilrennfahrer. Er startete 2014 in der GP3-Serie.

## Karriere
Taranow begann seine Motorsportkarriere 2010 im Kartsport. 2011 wechselte er in den Formelsport und trat in der britischen Formel Renault der BARC an. Für das Team Daytona wurde er 14. im Klassement. In der anschließenden Winterserie erreichte er für Antel Motorsport Platz sieben. 2012 blieb Taranow in der BARC Formel Renault, die ab dieser Saison die einzige britische Formel-Renault-Meisterschaft war. Für Antel Motorsport verbesserte er sich auf Platz zehn. In der Winterserie wurde er für Core Motorsport Achter. Darüber hinaus trat er für Green Goblin by Facondini Racing zu einem Rennen der italienischen Formel Renault an. 2013 bestritt Taranow einige Rennen der BARC Formel Renault für Scorpio Motorsport. Er gewann zwei Rennen und wurde Zwölfter in der Meisterschaft. Darüber hinaus startete er für Tech 1 Racing bei vier Rennen der alpinen Formel Renault.
2014 wechselte Taranow zu Hilmer Motorsport in die GP3-Serie. Nach dem ersten Rennwochenende verlor er sein Cockpit und absolvierte im Verlauf des Jahres keine weiteren Rennen.

## Statistik

### Karrierestationen
| - 2010: Kartsport - 2011: BARC Formel Renault (Platz 14) - 2011: BARC Formel Renault, Winterserie (Platz 7) | - 2012: BARC Formel Renault (Platz 10) - 2012: BARC Formel Renault, Winterserie (Platz 8) - 2012: Italienische Formel Renault (Platz 20) | - 2013: BARC Formel Renault (Platz 12) - 2013: Alpine Formel Renault (Platz 34) - 2014: GP3-Serie (Platz 34) |

### Einzelergebnisse in der GP3-Serie
| Jahr | Team              | 1   | 2   | 3   | 4   | 5   | 6   | 7   | 8   | 9   | 10  | 11  | 12  | 13  | 14  | 15  | 16  | 17  | 18  | Punkte | Rang |
| ---- | ----------------- | --- | --- | --- | --- | --- | --- | --- | --- | --- | --- | --- | --- | --- | --- | --- | --- | --- | --- | ------ | ---- |
| 2014 | Hilmer Motorsport | ESP | ESP | AUT | AUT | GBR | GBR | GER | GER | HUN | HUN | BEL | BEL | ITA | ITA | RUS | RUS | UAE | UAE | 0      | 34.  |
| 2014 | Hilmer Motorsport | 22* | 20  |     |     |     |     |     |     |     |     |     |     |     |     |     |     |     |     | 0      | 34.  |